# Chozo
Chozo (o pequeña choza) es un refugio de ramaje o piedra que se construía tanto a la intemperie en zonas montañosas como en los sotos, baldíos o dehesas de los campos, y que era utilizado por pastores y agricultores para pernoctar junto al rebaño o protegerse de las inclemencias del tiempo, durante las labores campesinas.
El chozo de pastor típico es de planta circular y con cubierta cónica para impedir que el agua de la lluvia penetre en el interior. La cubierta puede estar hecha con diferentes tipos de plantas denominadas escoba, que son impermeables y fáciles de sujetar. En España, fue un recurso tradicional de los cabreros y pastores trashumantes. En amplias zonas de las provincias de Cáceres, Soria, Navarra, Álava, La Rioja, Pontevedra, la Mancha y Sureste de Madrid hay un tipo de chozo o choza construido íntegramente de piedra en las tierras de labor o pastoreo alejadas del pueblo y que servía para almacenar las herramientas y guarecerse del mal tiempo, y como almacén provisional de los productos cosechados (patatas, castañas, centeno, maíz, etc).
Un tipo singular de chozo, común en casi todo el mundo, es el utilizado por los pastores para dormir junto a apriscos o rediles improvisados en el terreno, cambiando cada noche de lugar para dormir; en concreto en parte de España se trataba de un cajón de madera fácil de transportar.
|                 |
| Chozo de piedra |

|                       |
| Chozo móvil de pastor |

|                              |
| Chozo con cubierta de escoba |